# مسجد الزيتونة
مسجد الزيتونة أحد مساجد عكا القديمة، يقع على بعد 100 متر جنوب حمام الباشا، والزاوية الشاذلية، في منتصف الطريق بين ساحة الجرينة وحمّام الباشا حيث تقع أيضًا كنيسة ماريا، التي بنيت خلال الفترة الصليبية، إلى الجنوب من ربع الإسبتارية.
يرتبط اسم المسجد مع أشجار الزيتون التي كانت تنمو في ساحته وتيّمنًا بجامع الزيتونة الشهير بتونس. يبعد جامع الزيتونة في عكّا نحو 100 متر إلى الجهة الجنوبية الغربية من مسجد الجزار. دُفن فيه الشيخ عيسى الماضي قائمقام صفد زمن الوالي عبد الله باشا. بُني على خرائب صليبية عام 1745.

## الهندسة المعمارية
تبلغ مساحته الإجمالية حوالي 557 مترًا مربعًا، بما في ذلك السّاحة السّماوية. يمكن تقسيم المبنى إلى جزأين رئيسيّين، هما: الساحة الخارجية التي تقع في الجزء الشمالي من المسجد، أضلاعها غير متساوية. في الجانب الغربي منها سبيل ماء تقوم عليه قبّة هرمية، طُليت باللون الأخضر. والجامع، وهو بناء مستطيل الشّكل تقريبًا، أضلاعه غير متساوية، ويتألف من قسمين، الأوّل عبارة عن رواق مستطيل يمتدّ باتجاه شرق-غرب، يتقدّم بيت الصّلاة، ويقع في الجزء الشمالي ويتم الدخول إليه عبر طريق تتألف من أربعة عقود تعلوها أقواس مدبّبة. يعلو الرواق أربعة قباب نصف كروية، وفيه نافذة واحدة، تقع في الجزء الشمالي-الشرقيّ من الواجهة الشمالية.
يتمّ الدخول إلى بيت الصلاة عبر مدخل وحيد، يقع في الجزء الشمالي-الغربي وعلى جانبيه نافذتان مستطيلتان. بيت الصّلاة مستطيع تعلوه قبتان، تقع القبّة الأولى في الجزء الغربي، وتقوم على رقبة تتألف من اثنتي عشرة ضلعًا، فيها اثنتا عشرة نافذة، بعلوها قوس نصف دائرية. وتقع القبّة الثانيّة في الجهة الشرقية من بيت الصلاة، وهي أصغر حجمًا من الأولى، وتقوم على رقبة ثمانيّة الشكل.
يقع المحراب في الواجهة الجنوبية، وعلى يمينه يقوم المنبر، وفي الواجهة المذكورة أيضًا نافذتان مستطيلتان. أمّا المئذنة فتقوم في الرّكن الجنوبيّ-الغربيّ، وهي اسطوانية الشّكل، تنتهي برأس مدبّب، ولها مدخلان، داخلي عبر بيت الصلاة، وخارجي في الجزء الجنوبيّ-الغربيّ. بُني المسجد والمئذنة من الحجر.